# NGC 7400
NGC 7400 é uma galáxia espiral (Sbc) localizada na direcção da constelação de Grus. Possui uma declinação de -45° 20' 50" e uma ascensão recta de 22 horas, 54 minutos e 20,8 segundos.
A galáxia NGC 7400 foi descoberta em 6 de Setembro de 1834 por John Herschel.